# Hergersbach
Hergersbach (fränkisch: Häageschba) (oder: Hercherschba) ist ein Gemeindeteil der Stadt Windsbach im Landkreis Ansbach (Mittelfranken, Bayern). Die Gemarkung Hergersbach hat eine Fläche von 3,710 km². Sie ist in 424 Flurstücke aufgeteilt, die eine durchschnittliche Flurstücksfläche von 8749,63 m² haben.

## Geografie
Durch das Dorf fließt das Hergersbächl, ab der Hölzleinsmühle Goldbach genannt, ein rechter Zufluss der Fränkischen Rezat. Im Osten liegen die Flurgebiete Seebeeten und Tümpel, 0,75 km südlich liegt das Kapellenfeld mit der abgegangenen St.-Otto-Kirche.
Durch den Ort verlief jahrzehntelang die Staatsstraße 2220, die nach Windsbach (3,5 km westlich) bzw. die Bundesstraße 466 kreuzend nach Abenberg führt (5,5 km östlich). Inzwischen führt sie als Umgehungsstraße um Hergersbach herum. Gemeindeverbindungsstraßen führen nach Untereschenbach zur Staatsstraße 2223 (2,6 km südöstlich), nach Leipersloh (1,3 km nördlich) und nach Brunn zur Kreisstraße AN 15 (2,2 km nördlich).

## Geschichte
Nach Ausgrabungsfunden zu schließen, wurde Hergersbach vermutlich schon in vorkarolingischer Zeit gegründet. Ursprünglich bestand der Ort aus 8 Höfen, die an einer Straße angeordnet waren. Wohl im 12. Jahrhundert wurde eine dem Bamberger Bischof Otto (1060–1139) geweihte Kirche errichtet. Sie war die Pfarrkirche für Hergersbach, Dürrenmungenau und Untereschenbach, später war sie Filiale von Wassermungenau, zeitweilig auch von Bertholdsdorf. Erstmals urkundlich erwähnt wurde der Ort 1365 als „Hergerspach“. Der Ortsname leitet sich von einem gleichlautenden Gewässernamen ab (heute Goldbach genannt), dessen Bestimmungswort der Personenname Herigēr ist.
Hergersbach wurde zum Sitz einer Hauptmannschaft der Reichsstadt Nürnberg. Insgesamt unterstanden dieser 1529 73 Untertansfamilien, davon 9 in Hergersbach selbst.
Im 16-Punkte-Bericht des Oberamts Windsbach (1608) wurden 13 Untertansfamilien genannt, von denen drei dem Hochstift Eichstätt und zehn den Nürnberger Patriziern Kreß von Kressenstein unterstanden. Die Fraisch übte das Oberamt Windsbach aus. Im Dreißigjährigen Krieg wurden der Ort und die Kirche zerstört. Erst 1655 wurde der Ort durch österreichische Exulanten wieder aufgebaut.
1671 gab es im Ort 10 Anwesen. Grundherren waren das Kastenamt Spalt (2 Anwesen), Kreß von Kressenstein (7 Anwesen) und Heiling zu Abenberg (1 Anwesen). 1732 gab es in „Hörgersbach“ laut den Oberamtsbeschreibungen des Johann Georg Vetter 14 Anwesen und ein Gemeindehirtenhaus. Grundherren waren das Kastenamt Windsbach (1 Anwesen mit zwei Mannschaften), das Hochstift Eichstätt (3 Anwesen), das St. Klara-Klosteramt (1 Anwesen) und Kreß von Kressenstein (10 Anwesen).
Gegen Ende des 18. Jahrhunderts gab es in Hergersbach 16 Anwesen und ein Gemeindehirtenhaus. Das Hochgericht übte das Rittergut Dürrenmungenau der Herren Kreß von Kressenstein im begrenzten Umfang aus. Es hatte ggf. an das brandenburg-ansbachische Kasten- und Stadtvogteiamt Windsbach auszuliefern. Die Dorf- und Gemeindeherrschaft hatte das Rittergut Dürrenmungenau. Grundherren waren das Rittergut Dürrenmungenau (5 Ganzhöfe, 5 Halbhöfe, 1 Schmiede), das Hochstift Eichstätt (Kastenamt Abenberg: 1 Halbhof; Kastenamt Spalt: 1 Halbhof, 1 Köblergut), das Kastenamt Windsbach (1 Gastwirtschafts-Gütlein) und der Nürnberger Eigenherr von Ebner (1 Köblergut). Es gab zu dieser Zeit 19 Untertansfamilien, von denen 1 ansbachisch war. Von 1797 bis 1808 unterstand der Ort dem Justiz- und Kammeramt Windsbach.
1806 kam Hergersbach an das Königreich Bayern. Im Rahmen des Gemeindeedikts wurde Hergersbach dem 1809 gebildeten Steuerdistrikt Wassermungenau und der 1810 gegründeten Ruralgemeinde Wassermungenau zugeordnet. Mit dem Zweiten Gemeindeedikt (1818) entstand die Ruralgemeinde Hergersbach. Sie war in Verwaltung und Gerichtsbarkeit dem Landgericht Heilsbronn zugeordnet und in der Finanzverwaltung dem Rentamt Windsbach. Von 1862 bis 1879 gehörte Hergersbach zum Bezirksamt Heilsbronn, seit 1880 zum Bezirksamt Schwabach (1939 in Landkreis Schwabach umbenannt) und zum Rentamt Spalt (1919–1932: Finanzamt Spalt, 1932–1972: Finanzamt Schwabach, seit 1972: Finanzamt Ansbach). Die Gerichtsbarkeit blieb beim Landgericht Heilsbronn, von 1880 bis 1970 war das Amtsgericht Roth zuständig, von 1970 bis 1972 das Amtsgericht Schwabach, seitdem ist es das Amtsgericht Ansbach. Die Gemeinde hatte 1964 eine Gebietsfläche von 3,718 km². Im Zuge der Gebietsreform in Bayern wurde es am 1. Juli 1972 nach Windsbach eingegliedert und kam so zum Landkreis Ansbach.

### Baudenkmäler
- Haus Nr. 3: eingeschossiges massives Wohnstallhaus[24]
- Feuerwehrhäuschen[24]

ehemaliges Baudenkmal
- Haus Nr. 26: Wohnstallhaus mit Scheune[24]

### Bodendenkmäler
In der Gemarkung Hergersbach gibt es zwei Bodendenkmäler:
- frühmittelalterliches Reihengräberfeld[24]
- St.-Otto-Kirche, 700 Meter südlich des Ortes[24]

### Einwohnerentwicklung
| Jahr      | 1818   | 1840   | 1852   | 1855   | 1861   | 1867   | 1871   | 1875   | 1880   | 1885   | 1890   | 1895   | 1900   | 1905   | 1910   | 1919   | 1925   | 1933   | 1939   | 1946   | 1950   | 1952   | 1961   | 1970   | 1987  |
| Einwohner | 138    | 134    | 127    | 143    | 149    | 140    | 141    | 117    | 137    | 154    | 136    | 128    | 124    | 119    | 127    | 125    | 117    | 99     | 92     | 162    | 156    | 124    | 91     | 96     | 106   |
| Häuser    | 24     | 19     |        |        |        |        | 23     |        |        | 25     | 24     |        | 25     |        |        |        | 21     |        |        |        | 20     |        | 20     |        | 25    |
| Quelle    | [ 26 ] | [ 27 ] | [ 28 ] | [ 28 ] | [ 29 ] | [ 30 ] | [ 31 ] | [ 32 ] | [ 33 ] | [ 34 ] | [ 35 ] | [ 36 ] | [ 37 ] | [ 36 ] | [ 38 ] | [ 36 ] | [ 39 ] | [ 36 ] | [ 36 ] | [ 36 ] | [ 40 ] | [ 36 ] | [ 21 ] | [ 41 ] | [ 2 ] |

## Religion
Der Ort ist seit der Reformation evangelisch-lutherisch geprägt und nach St. Andreas (Wassermungenau) gepfarrt. Die Einwohner römisch-katholischer Konfession sind nach St. Jakobus (Abenberg) gepfarrt.